# Taxlent
Taxlent est une commune de la wilaya de Batna en Algérie.

## Géographie

### Situation
Le territoire de la commune de Taxlent est situé au centre de la wilaya de Batna.
| Lemsane Ouled Si Slimane | Lemsane    | Lemsane Merouana |
| Ouled Si Slimane         | Taxlent    | Hidoussa         |
| Ouled Si Slimane         | Ouled Aouf | Ouled Aouf       |

### Localités de la commune
La commune de Taxlent est composée de 17 localités :
- Adahri
- Ahmed Tarchiouine
- Bedides
- Bouari
- El Madjidi
- Markounda
- Ouali
- Ouled Ali
- Ouled Baassou
- Ouled Hamoud
- Ouled Harigua
- Ouled Moussa
- Ouled Fatma
- Refaa
- Takliet
- Taxlent centre
- Tinibaouine

## Population

### Pyramide des âges
| Hommes | Classe d’âge | Femmes |
| ------ | ------------ | ------ |
| 0,21   | 85 ans et +  | 0,09   |
| 0,31   | 80 à 84 ans  | 0,27   |
| 0,65   | 75 à 79 ans  | 0,74   |
| 0,79   | 70 à 74 ans  | 0,77   |
| 0,73   | 65 à 69 ans  | 0,77   |
| 0,71   | 60 à 64 ans  | 0,73   |
| 1,29   | 55 à 59 ans  | 1,16   |
| 1,64   | 50 à 54 ans  | 1,88   |
| 2,35   | 45 à 49 ans  | 2,36   |
| 2,72   | 40 à 44 ans  | 2,7    |
| 2,71   | 35 à 39 ans  | 2,94   |
| 3,66   | 30 à 34 ans  | 3,77   |
| 4,86   | 25 à 29 ans  | 4,69   |
| 6,75   | 20 à 24 ans  | 5,71   |
| 7,38   | 15 à 19 ans  | 6,52   |
| 5,75   | 10 à 14 ans  | 5,14   |
| 4,16   | 5 à 9 ans    | 4,09   |
| 4,69   | 0 à 4 ans    | 4,29   |
| 0      | nd           | 0,02   |

| Hommes | Classe d’âge | Femmes |
| ------ | ------------ | ------ |
| 0,18   | 85 ans et +  | 0,2    |
| 0,31   | 80 à 84 ans  | 0,28   |
| 0,52   | 75 à 79 ans  | 0,51   |
| 0,69   | 70 à 74 ans  | 0,72   |
| 0,84   | 65 à 69 ans  | 0,86   |
| 0,93   | 60 à 64 ans  | 0,94   |
| 1,53   | 55 à 59 ans  | 1,45   |
| 1,9    | 50 à 54 ans  | 1,92   |
| 2,36   | 45 à 49 ans  | 2,47   |
| 2,68   | 40 à 44 ans  | 2,78   |
| 3,03   | 35 à 39 ans  | 3,12   |
| 3,77   | 30 à 34 ans  | 3,76   |
| 4,89   | 25 à 29 ans  | 4,7    |
| 5,85   | 20 à 24 ans  | 5,69   |
| 6,01   | 15 à 19 ans  | 5,78   |
| 5,28   | 10 à 14 ans  | 5,06   |
| 4,5    | 5 à 9 ans    | 4,32   |
| 5,19   | 0 à 4 ans    | 4,93   |
| 0,02   | nd           | 0,03   |

## Patrimoine
Ghar Ouchetouh ou grotte Ouchetouh est un site historique, la reine Fatma Tazoughert possédait des refuges dans cette montagne et a vécu aux alentours de cette grotte.

## Vie quotidienne
La cueillette des champignons est répandue dans le coin, on général elle se fait le week-end.